# Drosophila brevicilia
Drosophila brevicilia är en tvåvingeart som beskrevs av Elmo Hardy 1965. Drosophila brevicilia ingår i släktet Drosophila och familjen daggflugor.
Artens utbredningsområde är Hawaii.